# 终身禁业
终身禁业制度是《中华人民共和国刑法》规定的非刑罚性处置措施的一种。该制度禁止罪犯自刑罚执行完毕之日或者假释之日起从事相关职业。

## 规定
《中华人民共和国刑法》第三十七条之一对终身禁业制度作出了详细规定：
第三十七条之一 对于犯罪情节轻微不需要判处刑罚的，可以免予刑事处罚，但是可以根据案件的不同情况，予以训诫或者责令具结悔过、赔礼道歉、赔偿损失，或者由主管部门予以行政处罚或者行政处分。
因利用职业便利实施犯罪，或者实施违背职业要求的特定义务的犯罪被判处刑罚的，人民法院可以根据犯罪情况和预防再犯罪的需要，禁止其自刑罚执行完毕之日或者假释之日起从事相关职业，期限为三年至五年。
被禁止从事相关职业的人违反人民法院依照前款规定作出的决定的，由公安机关依法给予处罚；情节严重的，依照本法第三百一十三条的规定定罪处罚。
其他法律、行政法规对其从事相关职业另有禁止或者限制性规定的，从其规定。

## 实践
2022年11月10日，最高人民法院、最高人民检察院、教育部印发《关于落实从业禁止制度的意见》的通知，要求全国各级法院、检察院与教育行政部门认真贯彻执行《意见》，严格执行犯罪人员从业禁止制度，净化校园环境，保护未成年人。
2022年11月15日，北京市海淀区人民法院少年法庭对一起猥亵儿童案一审依法开庭并当庭宣判，以被告人王某某犯猥亵儿童罪，判处有期徒刑；同时，禁止被告人王某某从事密切接触未成年人的工作。该案系前述《意见》出台后，全国首例对性侵害未成年人的教职人员依法宣告终身禁止从事密切接触未成年人工作的刑事案件。